# Syllis alosae
Syllis alosae är en ringmaskart som beskrevs av San Martin 1992. Syllis alosae ingår i släktet Syllis och familjen Syllidae. Inga underarter finns listade i Catalogue of Life.